# Distretto di Karviná
Il distretto di Karviná (in ceco okres Karviná) è un distretto della Repubblica Ceca nella regione di Moravia-Slesia. Il capoluogo di distretto è la città di Karviná.

## Geografia antropica
Il distretto conta 17 comuni:

### Città
- Bohumín
- Český Těšín
- Havířov
- Karviná
- Orlová
- Petřvald
- Rychvald

### Comuni mercato
- Il distretto non comprende comuni con status di comune mercato.

### Comuni
- Albrechtice
- Dětmarovice
- Dolní Lutyně
- Doubrava
- Horní Bludovice
- Horní Suchá
- Chotěbuz
- Petrovice u Karviné
- Stonava
- Těrlicko